# Шанло
Шанло́ (спрощ.: 商洛; піньїнь: Shāngluò) — міський округ у китайській провінції Шеньсі.

## Адміністративний поділ
Міський округ поділяється на 1 район і 6 повітів:
| Карта                                                 | Карта    | Карта    | Карта            |
| ----------------------------------------------------- | -------- | -------- | ---------------- |
| Шанчжоу Лонань Даньфен Шаннань Шаньян Чженьань Чжашуй |          |          |                  |
| Статус                                                | Назва    | Оригінал | Населення (2020) |
| Район                                                 | Шанчжоу  | 商州区   | 472 978          |
| Повіт                                                 | Лонань   | 洛南县   | 365 736          |
| Повіт                                                 | Даньфен  | 丹凤县   | 247 259          |
| Повіт                                                 | Чжашуй   | 柞水县   | 137 709          |
| Повіт                                                 | Чженьань | 镇安县   | 253 786          |
| Повіт                                                 | Шаннань  | 商南县   | 203 796          |
| Повіт                                                 | Шаньян   | 山阳县   | 359 967          |